# Малі десантні кораблі на повітряній подушці проєкту 12322
Десантний корабель проєкту 12322 «Зубр» — військове судно на повітряній подушці.

## Історія розробки проєкту
Для вирішення десантних завдань у морській зоні ВМФ СРСР планував активно використовувати десантні кораблі та катери з використанням динамічних сил підтримання. Найбільшого поширення набули КПП. Виконані оцінки показали, що використання десантних КПП дозволяє збільшити десантодоступність з 17% до 78% протяжності берегової лінії. КПП мають такі  тактичні властивості, як висока швидкість, амфібійність (здатність виходити на необладнане узбережжя, долати підводні інженерні споруди, рухатися по льоду і заболоченій місцевості), підвищена вибухостійкість від ударної хвилі при підводному вибуху (за рахунок підйому корпусу над водою), що дозволяє їм ефективно проводити десантні операції в морських і прибережних районах. Такими кораблями стали МДКПП проєкту 1232, створені суднобудівниками об'єднання «Алмаз», яке проєктує кораблі на повітряній подушці з 1955 р. і є продовжувачем робіт зі створення таких кораблів, що проводилися в Росії з 1934 р.
У 1978 р., на основі досвіду експлуатації серійних катерів на повітряній подушці («Скат», «Кальмар», «Омар», пр. 12321 «Джейран») за завданням командування ВМФ ЦМКБ «Алмаз» почало проєктування потужнішого десантного корабля на повітряній подушці (ДКПП) під шифром «Зубр». Завдання передбачало збільшення швидкості ходу, десантної навантаження (до 3 основних танків), посилення артилерійського та радіоелектронного озброєння. Проєкт 12322, який став розвитком проєкту 12321, розроблявся головними конструкторами Л. В. Озімовим, Ю. М. Мохова і Ю. П. Семеновим під наглядом капітана 2 рангу В. А. Литвиненко (пізніше капітана 2 рангу Ю. М. Богомолова) від ВМФ. Будівництво чотирьох ДКПП почалося в 1983 р. на суднобудівних заводах «Алмаз» (м. Санкт-Петербург), ФСК «Море» (м. Феодосія) і в Хабаровську. Надалі воно продовжилося в Санкт-Петербурзі і Феодосії.
Спочатку передбачалася здача головного «Зубра» флоту в 1985 році. Однак цей корабель, що отримав тактичний номер МДК-95 і фактично був випробувальним, був побудований лише в 1986 році і після тривалих випробувань увійшов до бойового складу ВМФ в 1988 р. За результатами випробувань в конструкцію серійних кораблів були внесені зміни, зокрема до складу радіоелектронного озброєння. До початку 90-х рр. у складі ВМФ СРСР налічувалося 8 МДКПП, які базувалися в Балтійську (Балтійський флот) і в Донузлаві (Чорноморський флот). Після розпаду СРСР і розділу Чорноморського флоту Україні були передано 3 стройових кораблі («Краматорськ», «Горлівка», «Артемівськ») і 2 недобудованих на верфях у Феодосії. Один з них («Донецьк») в червні 1993 р. був добудований і введений до складу ВМС України, інші кораблі в море не виходили і перебували в резерві.

## Призначення
Малий десантний корабель на повітряній подушці (МДКПП) пр. 12322 «Зубр» призначений для прийому з обладнаного або обладнаного берега підрозділів морських десантів з бойовою технікою, перевезення морем, висадки на узбережжі противника та вогневої підтримки десантних військ. Крім того, він може здійснювати транспортування мін та постановку мінних загороджень.
Найбільший у світі десантний корабель на повітряній подушці, який здатний виходити на берег, долати рови і траншеї, рухатися по болотах і висаджувати десант у глибині оборони противника. Для МДКПП «Зубр» для висадки десантів доступні до 70% загальної довжини берегової лінії морів і океанів світу.

## Будівництво кораблів
Всього на феодосійському суднобудівному заводі ФСК «Море» було побудовано 12 кораблів даного проєкту: 10 для ВМФ Росії і 2 для ВМС Греції . Ще 2 кораблі, що будувалися для ВМФ Росії залишилися недобудованими і були розібрані.
Побудовані малі десантні кораблі на повітряній подушці проєкту 1232.2:
- МДК «Краматорськ», 1988–1999 ВМС України
- МДК «Артемівськ», 1989–2000 ВМС України
- МДК «Донецьк», 1993–2008 ВМС України
- МДК-51, 1989–1997 ВМФ РФ
- МДК-119, 1991–2004 ВМФ РФ
- МДК-122, 1989–2005 ВМФ РФ
- МДК «Євген Кочешков», 1991 — н.ч. ВМФ РФ
- МДК «Мордовія», 1991 — н.ч. ВМФ РФ
- швидкохідний транспорт «Ітакі», 2001 — н.ч. ВМС Греції
- швидкохідний транспорт «Керкіра», 1991 — н.ч. ВМС Греції
- швидкохідний транспорт «Кефалонія», 1994 — н.ч. ВМС Греції
- швидкохідний транспорт «Закінтос», 2001 — н.ч. ВМС Греції

## Конструкція

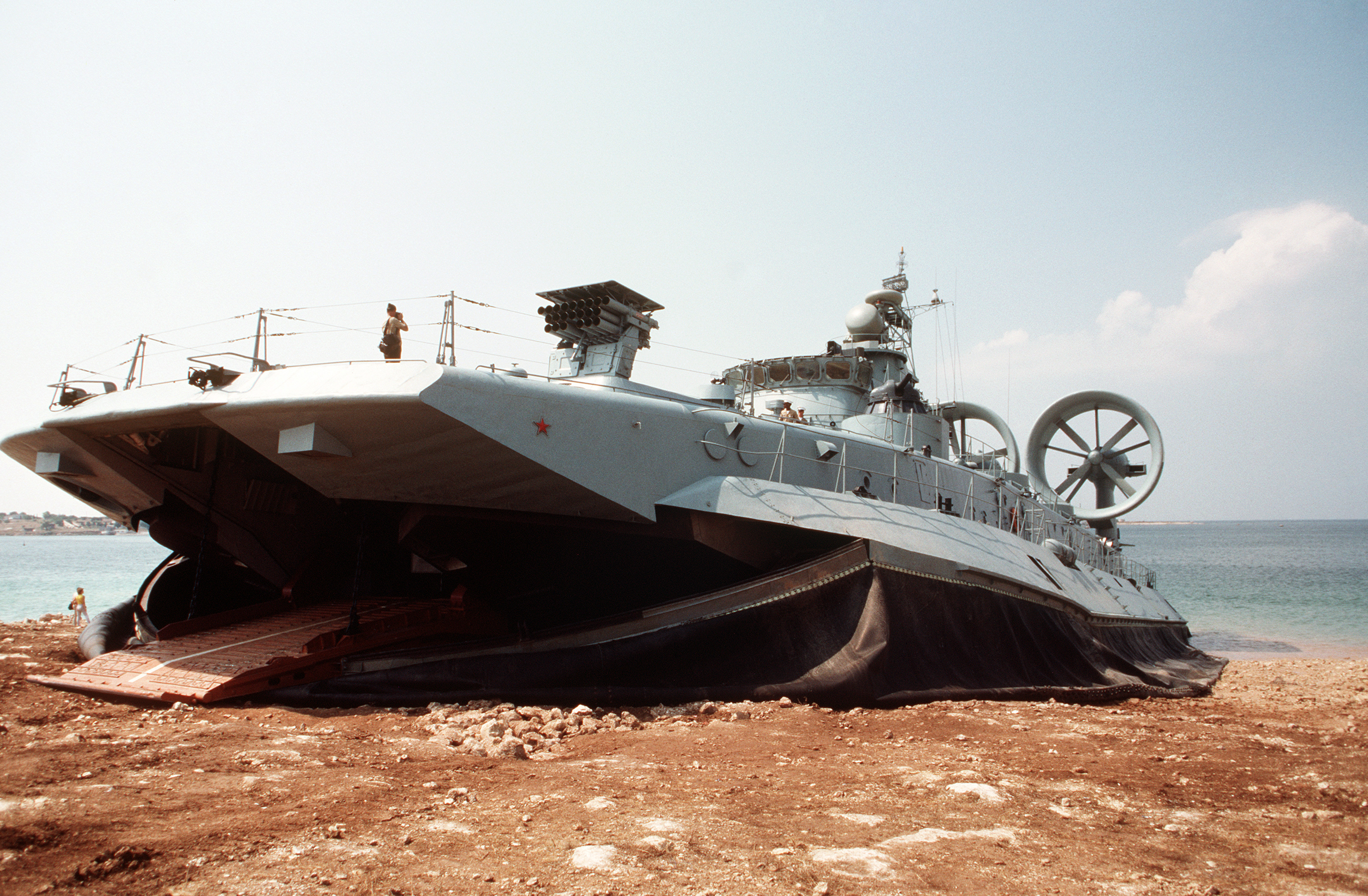
«Зубр» бере на борт 150 т вантажу або 500 чоловік десанту

Для приводу нагнітачів повітряної подушки і повітряних гвинтів на кораблі встановлені високотемпературні газотурбінні двигуни. Утворенню повітряної подушки служать 4 нагнітальних агрегати НО-10 з осьовим робочим колесом діаметром 2,5 м. Створення тяги для руху судна здійснюється трьома 4-лопатевими реверсивними гвинтами з примусовим управлінням кроку. Гвинти діаметром 5,5 м встановлені в кільцевих насадках з полімерних композиційних матеріалів виробництва КТБ «Судокомпозит» .
На кораблях проєкту 12322 є дві електростанції, що складаються з двох газотурбогенераторів потужністю по 100 кВт кожна і головних розподільних щитів.
Управління рухом корабля і його технічними засобами відбувається централізовано, дистанційно та з використанням елементів автоматизації. Воно здійснюється з головного командного пункту, центрального поста керування і виносних пультів.
Корпус малих десантних кораблів виконаний суцільнозварного високоміцного корозієстійкого алюмінієво-магнієвого сплаву. Основна силова тримальна частина корпусу корабля, що забезпечує міцність і непотоплюваність судна, представляє з себе понтон прямокутної форми. На понтоні встановлена надбудова розділена двома поздовжніми перегородками на три функціональних відсіки. У середній частині розміщено відсік техніки десанту з танковими доріжками і апарелі. У бортових відсіках розміщені головні і допоміжні енергоустановки, приміщення особового складу десантних груп, житлові приміщення, системи забезпечення життєдіяльності та захисту від ЗМУ (зброї масового ураження).
Гнучка огорожа повітряної подушки призначена для утримання повітряної подушки під корпусом корабля і для забезпечення необхідної висоти підйому судна над опорною поверхнею (кліренс). Огородження виконано двоярусним: з гнучким ресівером і навісними елементами — з хрестоподібним секціонуванням поздовжньої повітряної подушки і поперечними кілями.
Для підтримки комфортних умов на бойових постах, в приміщеннях десанту та житлових приміщеннях екіпажу передбачені системи вентиляції, кондиціонування, опалення, теплозвукоізолюючі покриття, конструкції з вібродемпфіруючого матеріалу, а також створені нормальні умови відпочинку та харчування екіпажу.

## Оснащення
Управління кораблем централізоване, дистанційне, автоматизоване і може здійснюватися з головного командного пункту, центрального поста керування і виносних пультів.
Для навігації МДКПП пр.12322 оснащений двома радіолокаційними станціями, гіроскопічним і магнітним компасом, дрейфолагом, супутниковою навігаційною апаратурою, прийомоіндикатором системи «Decca», радіопеленгатор, центральною гіроскопічною системою, візирами денного та нічного бачення.
Комплекс зв'язкових пристроїв забезпечує надійний телефонний та телеграфний зв'язок в КХ, ДМВ та УКХ діапазонах, а також документування, прийом і вивід на друк навігаційних, метеорологічних та інших даних.

### Озброєння
Максимальна вантажопідйомність до 150 т забезпечує транспортування бойової техніки та особового складу в різних варіантах: 3 основних бойових танки будь-якого типу загальною масою до 150 т, або 10 БТР — до 131 т, або 8 БМП — до 115 т, або 8 танків, що плавають, або 140 десантників зі штатним озброєнням. Для розміщення особового складу десанту передбачено 4 приміщення на 140 місць. При необхідності, приміщення для бойової техніки може бути обладнане знімними лавами для розміщення додатково ще 360 людей (всього 500 осіб).
З метою вогневої підтримки десантованих підрозділів і самооборони десантний корабель пр. 12322 оснащений двома 140-мм установками МС-227 «Вогонь» для стрільби некерованими реактивними снарядами (боєкомплект 66 снарядів), переносними зенітними ракетними комплексами «Ігла» (8 ПЗРК) і двома 30-мм автоматичними артилерійськими установками АК-630 (боєкомплект 3000 снарядів) з системою управління стрільбою.
Для ведення радіоелектронної боротьби на кораблі є комплекс «слябінга», мінних загороджень — переносний комплект, що дозволяє встановити, в залежності від типу, 20-80 мін.

## Десантні можливості
Корабель здатний перевозити:

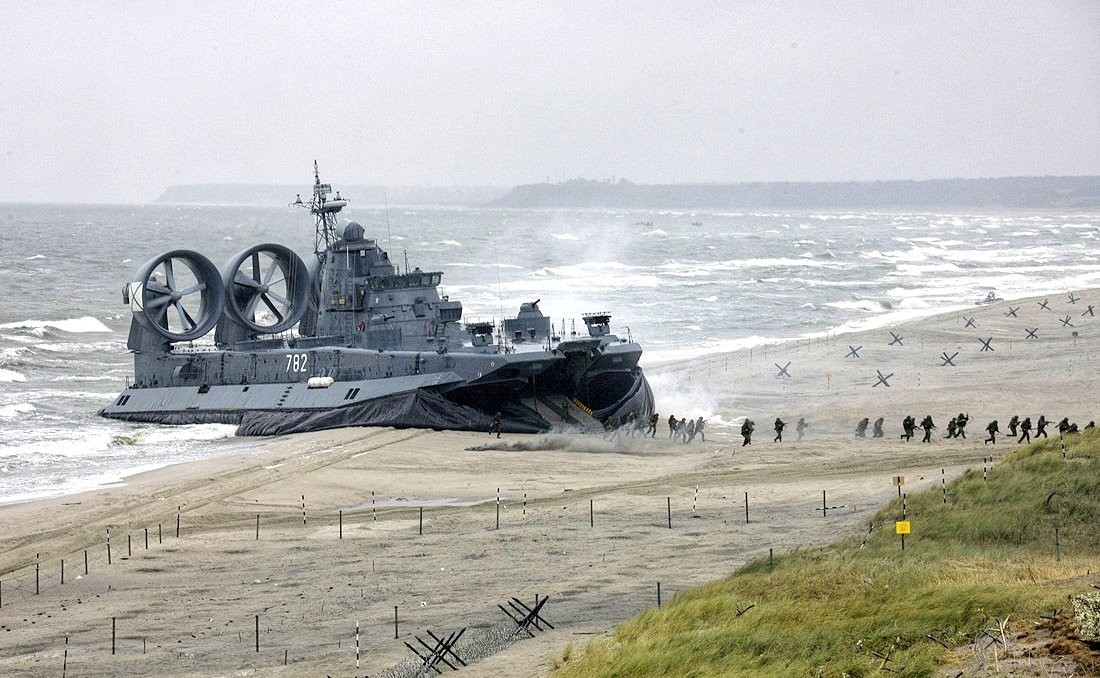
Висадка десанту в ході навчань «Захід-2009»

- 3 основних бойових танки сумарною масою до 150 тонн;
- 10 бронетранспортерів, сумарною масою до 131 тонн і 140 осіб десанту.
- 8 бойових машин піхоти, сумарною масою до 115 тонн
- 8 плаваючих танків.

Для десанту передбачено 4 приміщення на 140 місць. Замість бойової техніки приміщення може бути обладнане для розміщення додатково ще 366 чоловік (всього близько 500 чоловік).

## Сучасний стан програми
З 1988 р. по 1994 р. для ВМФ СРСР і Росії побудовано шість МДКПП пр. 12322 «Зубр». Станом на кінець 2002 р. в бойовому складі ВМФ Росії перебувало 3 кораблі цього класу. У період з 2001 р. по 2004 р. 4 кораблі «Зубр» (по 2 Росією і Україною) були поставлені до Греції.
На 44-му салоні винаходів та інновацій Brussels Eureka-95 десантний корабель пр. 12322 «Зубр» був удостоєний бронзової медалі. Є постійним учасником міжнародних виставок і салонів сучасних озброєнь і військової техніки.
Цей апарат перебуває в серійному виробництві на ФСК «Море» у Феодосії. Завод займався виконанням Грецького замовлення і виконує замовлення з Китаю. Так 20 вересня з'явилися повідомлення про швартові випробування першого корабля, виготовленого за контрактом з КНР. Корабель в українському варіанті отримав нову назву — МДК Бізон проєкту 958. Також повідомлялось, що кораблі МДК пр. 958 «Бізон» — власна розробка, що не має відношення до МДК 12322. Проте російські ЗМІ називають МДК Бізон адаптованим до можливостей сучасної української економіки та перейменованим проєктом 12322 «Зубр».
В Україні буде побудовано 2 кораблі МДК пр. 958 «Бізон», ще два кораблі буде побудовано в Китаї.
26 квітня 2013 р. перший корабель МДК пр. 958 «Бізон» було спущено на воду, завантажено на транспортне судно, та відправлено до Китаю.